# Postapalota (Kolozsvár)
A kolozsvári Postapalota a Híd (Wesselényi, Dózsa György, Regele Ferdinand) utcában található. A kétemeletes, U alakú épület a romániai műemlékek jegyzékében a CJ-II-m-B-07312 sorszámon szerepel.
A városban már jóval korábban, 1724-től működött a postaszolgálat. 1809-ben rendszeresítették a Kolozsvár és Buda közötti postaforgalmat, 1849-től naponta indult Nagyszeben és Brassó irányába. 1870-ben a postahivatal átköltözött a Biasini-szállodából az óvári Eppel-házba (Bocskai István szülőháza).
A postapalota építését a városi tanács 1890-es döntése alapján 1891-ben kezdték el és 1898-ban fejezték be, Ray Rezső Vilmos tervei alapján.
1892-ben a nagyszebeni postaigazgatóságot áthelyezték Kolozsvárra, így a megnövekedett forgalom miatt még nagyobb épületre volt szükség. 1909-ben a postaigazgatóság megállapodott a várossal, hogy megvásárolja a postapalotát, mellé térítés nélkül megkapja a szomszédos beépítetlen telket is, ahol új épületet emelhet. Ez az építkezés azonban nem valósult meg.

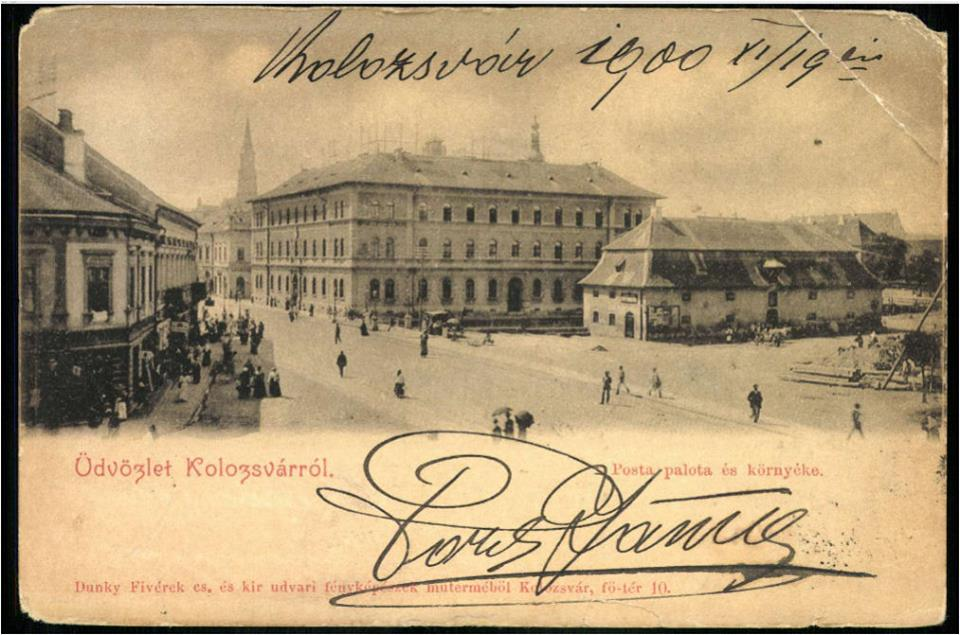
1900-ban
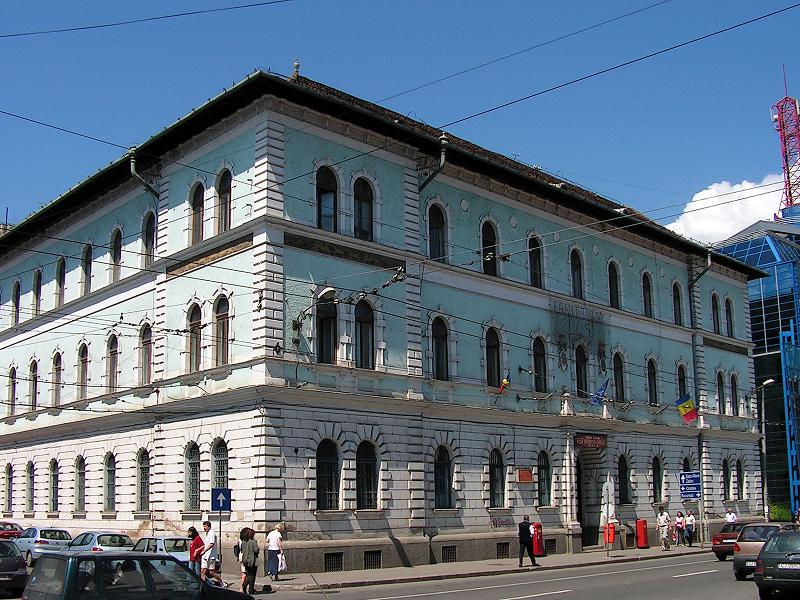
2005-ben